# Honda NSX
Honda NSX er en japansk sportsvogn fra bilmærket Honda, som blev introduceret i 1990 og produceret frem til 2005. I det meste af USA blev bilen solgt under Hondas luksusmærke Acura. Bilen var Hondas første sportsvogn, som skulle tage kampen op mod Ferrari.
Pininfarina fik i 1984 opgaven at designe en Honda-sportsvogn med V6-motor, som kunne konkurrere mod Ferrari. Bilen skulle derfor gå under navnet HP-X (Honda Pinifarina eXperimental), men Honda besluttede senere selv at overtage hele udviklingen af bilen, omdøbte den til NSX (New Sportscar eXperimental) og designede den selv. Bilen blev introduceret som konceptbil i 1989 og sat i produktion året efter.
Som sportsvogn var NSX meget populær i 1990'erne. Den var drevet af en V6-motor, udstyret med Hondas ny-udviklede VTEC-teknologi, hvor motorens ventiler er elektronisk styret og var den første bil, bygget af ren aluminium. Inspiration til desigent var hentet af tidens Ferrari-modeller, mens designet af kabinen var inspireret af visieret på et jagerfly.